# Aéroport de Sievierodonetsk
L’aéroport de Sievierodonetsk est un aéroport situé en Ukraine. Il est l'aéroport de l'oblast de Louhansk en remplacement de l'Aéroport international de Louhansk détruit par la guerre de 2014. Il est actuellement fermé à la suite de l'invasion de l'Ukraine.

## Situation
| Berdiansk Oujhorod Brody Ouman Kanatove Konotop Djankoï Tchouhouïv Kryvyï Rih Donetsk Sébastopol DniproVesseloïeBaheroveHorodokChersonèseGvardeïskoïeKatchaIvano-Frankivsk Izmaïl JovtneveJytomyr Koulbakino Kharkiv · Charcovie Khmelnytskyï Kherson KrementchoukKiev/Kyïv · Jouliany Kiev/Kyïv · Boryspil Kryvyï Rih Kolomya Loutsk Louhansk LvivMarioupol Mykolaïv Myrhorod Nijyn Odessa Poltava Rivne Sambir Simferopol Starokostiantyniv Tchernivtsi Vinnytsia Zaporijjia |

## Statistiques
Pour des raisons techniques, il est temporairement impossible d'afficher le graphique qui aurait dû être présenté ici.

Voir la requête brute et les sources sur Wikidata.

## Crédits
- (en) Cet article est partiellement ou en totalité issu de l’article de Wikipédia en anglais intitulé « aéroport de Sievierodonetsk » (voir la liste des auteurs).